# اختیارآباد دوزیارتی
اختیارآباد دوزیارتی، روستایی در دهستان نخلستان بخش مرکزی شهرستان کهنوج در استان کرمان ایران است.

## جمعیت
بر پایه سرشماری عمومی نفوس و مسکن در سال ۱۳۹۵، جمعیت این روستا برابر با ۸۴ نفر (۲۴ خانوار) بوده‌است.